# Guwenhua Jie
Guwenhua Jie (Sinogramme simplifié : 古文化街; Sinogramme traditionnel : 古文化街; Pinyin : Gǔwénhuà Jiē; littéralement : "Rue de l'ancienne culture") est une attraction culturelle touristique sur la rive occidentale du fleuve Hai He dans le district de Nankai, à Tianjin, en République populaire de Chine.